# Asceles gadarama
Asceles gadarama är en insektsart som först beskrevs av John Obadiah Westwood 1859.  Asceles gadarama ingår i släktet Asceles och familjen Diapheromeridae. Inga underarter finns listade i Catalogue of Life.